# Domination sur l'ensemble du spectre
La domination sur l'ensemble du spectre, également connue sous le nom de supériorité à spectre complet, en anglais Full-spectrum dominance, est un concept opérationnel des forces armées des États-Unis, selon lequel une véritable supériorité militaire ne peut être obtenue que par le contrôle de l'ensemble des dimensions de l' espace de bataille, manifestant une supériorité écrasante de ressources dans des domaines terrestre, aérien, maritime, souterrain, extraterrestre, psychologique et bio- ou cyber-technologique. Le terme est introduit pour la première fois dans un document du département de la Défense des États-Unis en 2001.